# Laika Come Home
Laika Come Home è un album di remix realizzato dal gruppo musicale Spacemonkeyz e contenente diversi brani della band virtuale britannica Gorillaz. Il disco è stato pubblicato nel 2002 e contiene diverse collaborazioni.
Il titolo fa riferimento a Laika, il famoso cane sovietico andato nello spazio, e al film Torna a casa, Lassie! (Lassie Come Home).

## Tracce
1. 19/2000 (Jungle Fresh) – 5:28
2. Slow Country (Strictly Rubbadub) – 3:41
3. Tomorrow Comes Today (Bañana Baby) – 5:29
4. Man Research (Monkey Racket) – 5:57
5. Punk (De-Punked) – 5:21
6. 5/4 (P.45) – 4:26
7. Starshine (Dub Ø9) – 5:17
8. Sound Check (Gravity) (Crooked Dub) – 5:32
9. New Genius (Brother) (Mutant Genius) – 5:02
10. Re Hash (Come Again) – 6:05
11. Clint Eastwood (A Fistful of Peanuts) – 5:53
12. M1A1 (Lil' Dub Chefin') (6:07, con interlude) – 5:42